# 孟文伯
孟文伯（？—？），姬姓，孟孙氏，名穀，谥文，又被称为孟文子、孟孙，是孟穆伯的儿子，孟惠叔的哥哥，母为戴己。

## 生平
前626年，周襄王派内史叔服前去鲁国参加鲁僖公的葬礼，孟穆伯听说内史叔服能给人看相，就带着两个儿子穀和难来见他，内史叔服的结论是，穀可以祭祀供养孟穆伯，而难将会安葬孟穆伯。穀的下颌丰满，他的后代在鲁国必然昌盛。
前619年，孟穆伯逃到莒国跟随己氏去了，鲁国人便立孟文伯做孟孙氏的继承人。孟穆伯在莒国生了两个儿子，要求回国，孟文伯代他申请，东门襄仲开出条件后答应了。
鲁文公打算拆毁孟文伯的住宅以扩建自己的宫庭，便派人对孟文伯说可以在在外面宽敞的地方给孟文伯安排个好住宅。孟文伯认为，爵位、官署、车和服饰、宅邸、禄位这五项内容，都是国君讨论决定以建立政事的，不可随意变动。现在有关部门命令更换自己的官署和车服，而且给的理由是更改住宅是为了自己的宽敞便利。官署是早晚用来恭敬地执行国君命令的地方，为了一点利益而更换地点，是有辱君命的，所以不敢服从。倘若这样做有罪，就请收回自己的俸禄和车服，离开官署，让里宰来安排住处吧。鲁文公最终没有取得孟文伯的住宅。臧文仲听到这件事后，称赞孟文伯善于守职，他还预言孟文伯会超过他的父亲孟穆伯并在鲁国保住后嗣。
孟文伯生了重病，因为自己的儿子年纪太小，便请求立弟弟为继承人，鲁国人答应了他。孟文伯去世后，孟惠叔继立。